# Los Reyes, Jocotitlán
Los Reyes är en ort i Mexiko, tillhörande kommunen Jocotitlán i den nordvästra delen av delstaten Mexiko. Orten hade 4 012 invånare vid folkräkningen 2010.